# پدر آن دیگری
پدر آن دیگری فیلمی به کارگردانی و تهیه‌کنندگی یدالله صمدی و نویسندگی یدالله صمدی و حسین مهکام محصول سال ۱۳۹۳ است. فیلمنامه این فیلم، اقتباسی از داستانی به همین نام نوشته پرینوش صنیعی است.
این فیلم در ۵ آبان ۱۳۹۴ در سینماهای ایران اکران شده‌است.

## خلاصه داستان
این فیلم داستان یک کودک است که با وجود رسیدن به ۶ سالگی هنوز حرف نمی‌زند و همه او را مسخره می‌کنند و در خانواده و اطرافیان به غیر از مادر کسی از او حمایت نمی‌کند و بیشتر به پسر بزرگتر توجه دارند. تا اینکه پسر بچه از دست آنها فرار کرده و یک زن و مرد سالخورده او را پیدا کرده و به خانه می‌برند و رفتار آنها در روحیه پسر تأثیر می‌گذارد، اما پس از بازگشت به خانه همان رفتارها از طرف پدر و مادر دیده می‌شود تا اینکه مادربزرگ به خانه می‌آید و به اصطلاح کلید رابطه با او را پیدا می‌کند.

## بازیگران
- حسین یاری
- هنگامه قاضیانی
- مریم سعادت
- بنفشه صمدی
- سعید کریمی
- اکبر عبدی
- ثریا قاسمی
- فریده سپاه‌منصور
- شمسی فضل‌الهی
- جمشید مشایخی
- محمد ابهری
- مهدی یار عزیزی
- افشین نخعی
- رامونا شاه